# Herbert Köfer

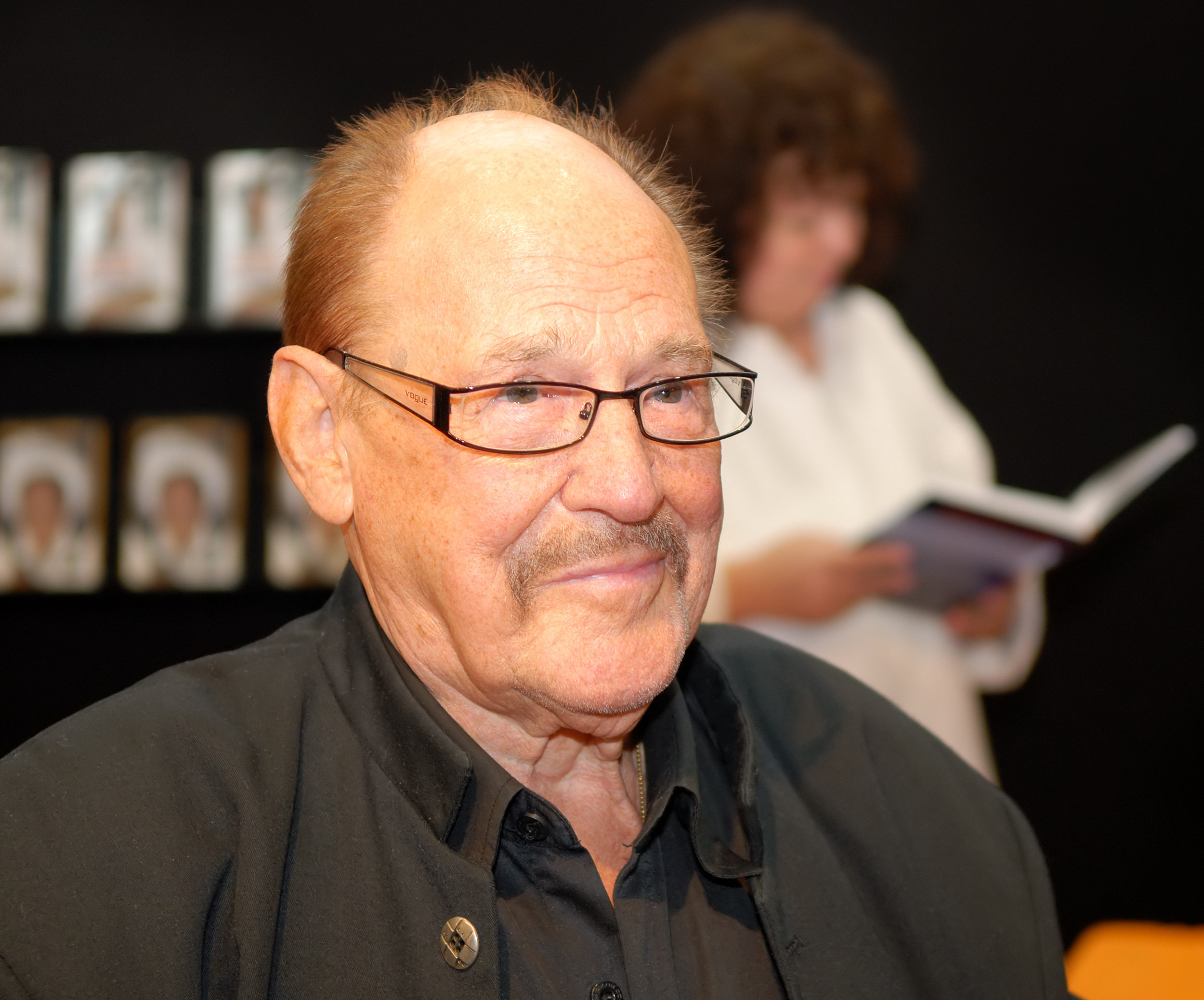
Herbert Köfer, 2008

Herbert Köfer (* 17. Februar 1921 in Berlin; † 24. Juli 2021 ebenda) war ein deutscher Schauspieler, Moderator, Hörspiel- und Synchronsprecher. In seiner 80 Jahre lang währenden Karriere spielte er in mehr als 300 Film- und Fernsehproduktionen wie Nackt unter Wölfen, Rentner haben niemals Zeit, Geschichten übern Gartenzaun und Familie Neumann mit und wirkte in etlichen Theaterinszenierungen wie beispielsweise Pension Schöller mit. Mit seiner Moderation der Erstausgabe der Aktuellen Kamera am 21. Dezember 1952 gilt er als der erste Nachrichtensprecher im deutschen Fernsehen.

## Leben

### Herkunft und Ausbildung

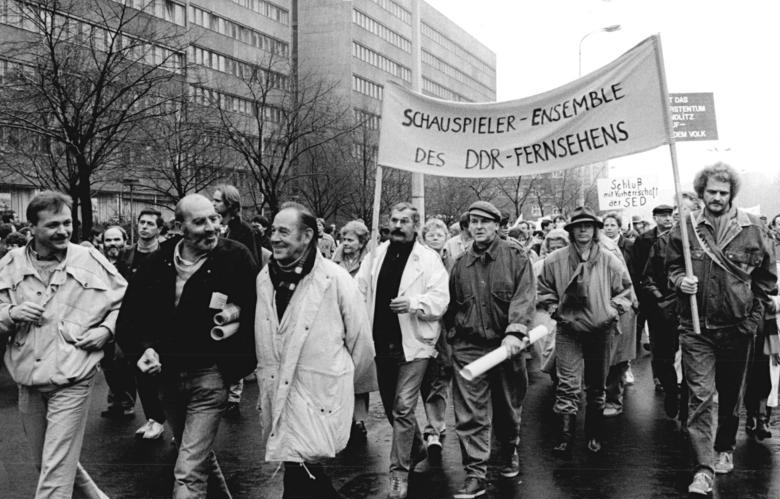
Herbert Köfer während der Alexanderplatz-Demonstration 1989

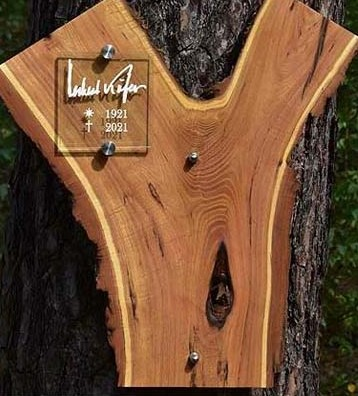
Grabstätte von Köfer auf dem Waldfriedhof Beelitz

Herbert Köfer wurde als einziger Sohn eines Postkartenverleger-Ehepaars im Berliner Stadtteil Prenzlauer Berg geboren. Nach dem Besuch der Sozialistischen Gemeinschaftsschule in Berlin-Niederschönhausen sowie einer Privatschule, die er mit der Mittleren Reife abschloss, begann er 1937 auf Wunsch seiner Eltern eine kaufmännische Lehre bei der Lokomotivfabrik Orenstein & Koppel in Berlin-Spandau, die er nach sechs Monaten abbrach. Köfer, der etwas machen wollte, um Aufmerksamkeit zu erregen, erlernte professionell das Geigenspiel und war sogar am Konservatorium, bis ihm das Üben von Tonleitern zu monoton war. Köfer entschied sich letztlich für das Schauspiel und ließ sich von 1937 bis 1940 an der Schauspielschule des Deutschen Theaters ausbilden.
1941 wurde Köfer im Zuge des Zweiten Weltkriegs zur deutschen Wehrmacht nach Potsdam eingezogen und zum Funker ausgebildet. Im Anschluss an die Ausbildung wurde er an die Ostfront versetzt und dort als Funker eines Regimentskommandeurs eingesetzt. Nach einer Verwundung wurde er in ein Lazarett nach Düsseldorf transportiert. Im Anschluss an die Genesung geriet er in amerikanische Kriegsgefangenschaft und spielte dort in einer Theatergruppe.

### Politisches Engagement
Herbert Köfer zeigte zur Zeit der Sowjetischen Besatzungszone und der DDR politisches Engagement. Ab Juni 1946 war er Mitglied der SED. Daneben war er Mitglied der betrieblichen Gewerkschaftsleitung an den Theatern, an denen er spielte, sowie beim Fernsehen der DDR. 1981 wurde er zum Berliner Stadtverordneten gewählt, wo er Mitglied der Ständigen Kommission Kultur war.

### Privates
Herbert Köfer war dreimal verheiratet. Aus seiner ersten Ehe stammt der Kameramann Andreas (* 1949). Aus der zweiten Ehe mit der Schauspielerin Ute Boeden entstammen seine beiden Töchter Mirjam (* 1973) und Geertje (* 1985), die ebenfalls den Schauspielberuf ergriffen; die zweite Ehe war jedoch schon vor der Geburt seiner zweiten Tochter getrennt. Neben seinen drei leiblichen Kindern hatte er auch eine Pflegetochter. Im Oktober 2000 heiratete er in dritter Ehe seine langjährige Lebensgefährtin Heike Knochee, die als Schauspielerin und Sängerin arbeitete. Beide lebten in Kleinmachnow, Zeuthen und ab 2013 am Seddiner See in Brandenburg.
1995 erschien im Ullstein Verlag seine erste Autobiografie unter dem Titel Das war’s noch lange nicht. Erinnerungen. Im März 2008 wurde eine weitere Autobiografie mit dem Titel Nie war es so verrückt wie immer … im Verlag Das Neue Berlin veröffentlicht. Im November 2014 erschien anlässlich seines 75. Bühnenjubiläums ein Anekdotenbuch mit dem Titel Ick hab überall zu tun im Eulenspiegel Verlag. Ende Januar 2020 erschien ebenfalls beim Eulenspiegel-Verlag unter dem Titel 99 und kein bisschen leise eine weitere Autobiografie. Im Rahmen der Damals war’s-Legenden des MDR wurde 2016 ein 90-minütiges Porträt unter dem Titel Ein Abend für Herbert Köfer gesendet.
Im August 2013 wurden Köfer zwei Tumore an der Lungenspitze operativ entfernt. 2018 unterzog er sich einer Herzklappen-OP. Herbert Köfer starb am 24. Juli 2021 im Alter von 100 Jahren an den Folgen einer Sepsis in einem Berliner Krankenhaus. Er wurde auf dem Waldfriedhof von Beelitz beigesetzt.

## Karriere

### Theater

#### 1940–1964
In der Spielzeit 1940/41 bekam Herbert Köfer direkt im Anschluss seiner Schauspielausbildung sein erstes Engagement am Stadttheater in Brieg in Schlesien und debütierte für einen erkrankten Schauspieler als Kronprinz Friedrich in Katte, einem historischen Schauspiel von Hermann Burte über Hans Hermann von Katte, den Jugendfreund von Friedrich II.
Erst nach Kriegsende 1945 nahm er seine professionelle schauspielerische Tätigkeit wieder auf. Er erhielt das Angebot, am Theater Lübeck zu spielen, lehnte dies aber ab, um zurück zu seinen Eltern in Kleinmachnow zu ziehen. Bis 1947 war er am Neuen Berliner Künstlertheater engagiert, wo er unter anderem in Johann Wolfgang von Goethes Drama Iphigenie wirkte und in Bühnenadaptionen Friedrich Schillers den Don Cesar in Die Braut von Messina oder den Sekretär Wurm in Kabale und Liebe gab. In der Spielzeit 1947/48 folgte für Köfer ein Gastspiel an der Volksbühne Berlin. 1949 arbeitete er am Kabarett Kleine Bühne, dem Vorgänger des Kabarett-Theaters Distel in Berlin, wo er zwischen 1956 und 1959 gastierte.
Von 1950 bis 1952 folgte für Köfer ein Engagement am Deutschen Theater, hier sah man ihn in der Hauptrolle in der Komödie Der Zimmerherr von Gerhart Hermann Mostar, als Lewis in dem Drama Golden Boy von Clifford Odets (1950; Regie: Wolfgang Langhoff), in William Shakespeares Was ihr wollt (1951, Regie: Wolfgang Heinz) oder in dem Schauspiel Pygmalion (1952) von George Bernard Shaw. 1964 wurde er Mitglied des Kleinmachnower Kreises (einem Zimmertheater im Bezirk Potsdam) und wirkte dort in anspruchsvollen literarischen Programmen unter anderem über Heinrich Heine, Theodor Fontane und Georg Weerth mit.

#### 1990–2018: Nach der Wende
1990 war Köfer am Berliner Hansa Theater an der Seite von Brigitte Grothum und Eberhard Cohrs in der Bühnenadaption Rosen-Emil zu sehen. Danach wirkte er am Theater am Kurfürstendamm unter anderem in Horst Pillaus′ Guten Tag, Herr Liebhaber und in Erich Kästners Das lebenslängliche Kind sowie 1997 an der Seite von Winfried Glatzeder und Elisabeth Wiedemann in der Inszenierung Pension Schöller, einem Stück von Wilhelm Jacoby und Carl Laufs, wo er die Titelrolle des ehemaligen Musikdirektors Ludwig Schöller übernahm, mit. Im Juli 2017 wurde das Stück Pension Schöller anlässlich des 20-jährigen Jubiläums erneut mit damaliger Besetzung aufgeführt. 2003 bis 2018 betrieb er Köfers Komödiantenbühne, ein privates Tourneetheater mit vielen ostdeutschen Schauspielern. 1995 stand er gemeinsam mit Ursula Staack im Theater „Schlossgarten“ in Arnstadt für das Lustspiel Die Bratpfannenstory als Hausbesitzer Friedrich Riemer auf der Bühne.
2003 gründete er mit Köfers Komödiantenbühne seine eigene Theatergruppe. Von 2008 bis 2014 war er jährlich bei den Jedermann-Festspielen im Berliner Dom in der Rolle des Armen Nachbarn zu sehen.
An der Comödie Dresden verkörperte er 2010 anlässlich seines 70. Bühnenjubiläums unter der Regie von Dominik Paetzholdt an der Seite von Lutz Jahoda und Regina Jeske den ehemals großen Schuldirektor und Schlossbesitzer Ludwig von Schwitters in der Bühnenadaption von Stefan Vögels Ritter Ludwig. Ab dem 26. August 2011 war er ebenfalls an der Comödie Dresden in der Theaterfassung der DDR-Vorabendserie Rentner haben niemals Zeit zu sehen, wo er wie einst die Rolle des Rentners Paul Schmidt spielte. Aufgrund des Erfolgs der Theaterauflage setzte Köfer mit Paul auf hoher See die Geschichte um den Rentner Paul Schmidt fort.
Mit dem Stück Opa ist die beste Oma (englischsprachiger Titel: Grandpa is a perfect Granny) der Britin Lydia Fox gab Köfer an der Comödie Dresden sein 75-jähriges Bühnenjubiläum, wo er die Doppelrolle des Au-pair-Mädchen Georgina Wilberforth und des Opas George Hanley, der sich nach Jahren wieder bei seiner Familie meldet, verkörperte. Das Stück wurde 2015/16 aufgeführt.
Ab Januar 2017 gab er mit der schwarzen Komödie von Curth Flatow Ein gesegnetes Alter als 90-jähriger Rentner Georg Neumann, der um sein Haus, in dem er 40 Jahre lang lebte, und Erbe gebracht werden soll, mehrere Gastspiele in verschiedenen Städten.
Ab Februar 2018 war er mit einem Bühnenstück zu der DDR-Fernsehsendung Das blaue Fenster, die Köfer von 1982 bis 1990 insgesamt 99 Mal moderierte, auf Tournee.

### Film, Fernsehen und Hörfunk

#### DDR
Herbert Köfer stand am 21. Dezember 1952 als Nachrichtensprecher der Aktuellen Kamera für die erste und knapp 40 Jahre später am 31. Dezember 1991 auch für die letzte Sendung des Deutschen Fernsehfunks, bei der er gemeinsam mit Frank Schöbel den „Bottelmeier“-Sketch spielte, vor der Kamera. Damit war er der erste Nachrichtensprecher im gesamtdeutschen Fernsehen. In den Folgejahren baute Köfer das DDR-Fernsehen mit auf. Er moderierte unter anderem bis 1954 das Fernsehkarussell. Von 1955 bis 1965 trat er als einer der Drei Mikrofonisten in der Unterhaltungssendung Da lacht der Bär auf. Die Mikrofonisten standen für jeweils eine deutsche Region: Heinz Quermann alternierend mit Manfred Uhlig (Sachsen) – Gustav Müller (Rheinland) und abwechselnd Herbert Köfer (Ost-Berlin) sowie Gerhard Wollner (West-Berlin). Zu seinen späteren weiteren von ihm moderierten Sendungen gehörten Das blaue Fenster (von 1982 bis 1990) und Treffpunkt Kino (ursprünglich Hauptfilm läuft; von 1985 bis 1987).

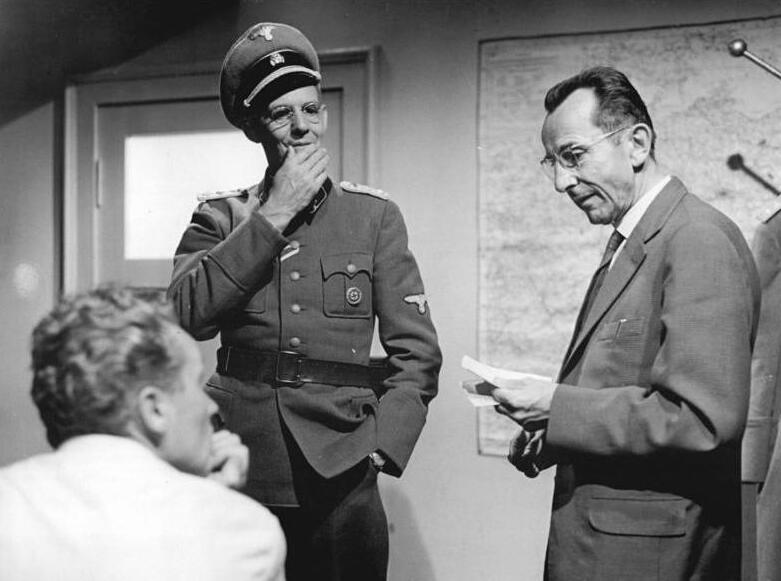
Herbert Köfer (Mitte) mit Frank Beyer (links) und Bruno Apitz (rechts) bei den Dreharbeiten zu Nackt unter Wölfen 1962

Köfer gab sein Filmdebüt 1951 in der Rolle des Christian Föns in Georg C. Klarens Die Sonnenbrucks, einer Verfilmung nach dem gleichnamigen Schauspiel des polnischen Schriftstellers Leon Kruczkowski. In der Folgezeit war er wiederkehrend in Kriminalfilmen zu sehen, etwa Anfang der 1960er in mehreren Folgen der Reihe Fernsehpitaval und auf der Kinoleinwand in Filmen wie Pension Boulanka (1964) und Mord am Montag (1968). Der in dem zur Zeit des Nationalsozialismus spielende Film Nackt unter Wölfen (1963), in dem er den SS-Offizier Kluttig spielte, verhalf ihm letztlich zum Durchbruch als Filmschauspieler. Köfer, der eher in Boulevardstücken und Lustspielen besetzt wurde, konnte in dieser Rolle und in Hans-Joachim Kasprziks Wolf unter Wölfen (1964) als Gutsverwalter von Studmann zeigen, dass er auch ernste Rolle glaubhaft verkörpern kann. In der Fernsehinszenierung des Dramas Rose Bernd, einem Schauspiel von Gerhart Hauptmann, war er im selben Jahr an der Seite von Ursula Karusseit als frommer Buchbinder August Keil und Roses Verlobter zu sehen. 1968 übernahm er in Kurt Jung-Alsens Androklus und der Löwe die Titelrolle des armen Schneiders Androklus. 1969 war er in der Rolle des Paul Barbarino im Fernsehmehrteiler Krupp und Krause zu sehen. In der Hauptrolle des Bauern Schmitzdorff brillierte er 1980 in der Tragikomödie Grenadier Wordelmann nach dem gleichnamigen Roman von Georg Hermann im Fernsehen der DDR.
In der Kinokomödie Der Mann, der nach der Oma kam, der mit 3,3 Millionen Besuchern zu einem der erfolgreichsten DEFA-Lustspielfilme gehört, spielte er 1972 neben Winfried Glatzeder, Rolf Herricht und Marianne Wünscher. Mitte der 1970er agierte er in den DEFA-Märchenfilmen Hans Röckle und der Teufel (1974) und Die schwarze Mühle (1975) in Nebenrollen und spielte während jener Dekade unter der Regie von Eberhard Schäfer in mehreren Fernsehschwänken mit. 1980 war er an der Seite von Vlastimil Brodský, Jana Brejchová, Julie Jurištová und Agnes Kraus in der tschechischen Coproduktion Aber Doktor zu sehen.
In der Fernsehlustspielreihe Maxe Baumann mit Gerd E. Schäfer in der Titelrolle verkörperte er den Hugo Krüger, der sich in seinem ersten Auftritt 1979 in Überraschung für Max als Meta Mischke, die Mutter von Erna Mischke (Helga Hahnemann), ausgibt. In Hahnemanns „Frühstück“-Sketch, bei dem sie in ihre Paraderolle der Traudel Schulze schlüpfte, übernahm Köfer kurzfristig die Rolle des Hugo, die ursprünglich Rolf Herricht hätte spielen sollen. Herricht starb jedoch einen Tag vor der geplanten Premiere am 23. August 1981.
Wiederholt arbeitete Köfer mit der Schauspielerin Helga Göring zusammen, häufig als Ehepaar. In der 20-teiligen Vorabendserie Rentner haben niemals Zeit (1979) war er an ihrer Seite der Rentner Paul Schmidt. In der Fernsehserie Geschichten übern Gartenzaun (1982) und deren Fortsetzung Neues übern Gartenzaun (1985) spielten sie das Ehepaar Timm. Darüber hinaus spielten sie auch gemeinsam in zahlreichen Fernsehschwänken, wie u. a. in Die Ostsee ruft (1974) und König Karl (1986).
Köfer war während seiner Zeit am Theater beim Rundfunk beschäftigt, wo er in Hörspielen, Features und Unterhaltungssendungen mitwirkte. In Erinnerung ist er den DDR-Rundfunkhörern vor allem in einer Hauptrolle der real-sozialistischen Hörspielserie Neumann, zweimal klingeln, die von 1968 bis 1981 allwöchentlich in 678 Folgen auf Radio DDR I gesendet wurde. In der darauf entstandenen Familienserie Familie Neumann und deren Fortsetzung Neumanns Geschichten, die inhaltlich auf der Hörspielserie aufbauen, verkörperte er von 1984 bis 1986 an der Seite von Irma Münch, die in der Serie seine Ehefrau Marianne spielte, den Maschinenbaumeister Hans Neumann.

#### Nach der Wende
Nach der Wende übernahm er mehrfach Gastrollen und größere Episodenrollen in Fernsehsendungen, darunter 1994 an der Seite von Wolfgang Bahro in Gute Zeiten, schlechte Zeiten, in mehreren Folgen der ZDF-Familienserie Elbflorenz (ebenfalls 1994) oder in den Fernsehkrimireihen Wolffs Revier (2000), SOKO Wismar (2005), SOKO Leipzig (2006; 2014), Ein starkes Team (Folge Blutige Ernte; 2007), Notruf Hafenkante (2010) und Heiter bis tödlich: Akte Ex (2012). In dem ZDF-Fernsehvierteiler Liebesau – Die andere Heimat von Wolfgang Panzer übernahm er 2002 die Rolle des Opa Schönstein.
Ab 2001 hatte er insgesamt fünf Gastauftritte in der ARD-Arztserie In aller Freundschaft. Seinen ersten Auftritt hatte er unter der Regie von Peter Wekwerth anlässlich seines 80. Geburtstages im Februar 2001 in der Titelrolle der Folge 93 Antons Geheimnis, in der er einen pensionierten Stallknecht und Pferdeflüsterer verkörperte. In der im Februar 2016 erstgesendeten Episode Vergiss mein nicht spielte er den Fritz Wusthoff, der nach der fortgeschrittenen Krebserkrankung seiner Frau Christel (Ingeborg Krabbe) mit ihr dem Leben ein Ende setzen möchte. Im April 2021 war er in der 925. Folge Zusammen ist man weniger allein als 100-jähriger Komiker Leo Lachmann zu sehen, dessen Ur-Ur-Enkelin ein Kind erwartet.
2012 war er an der Seite von Angelica Domröse und Otto Sander in Bernd Böhlichs Bis zum Horizont, dann links! als Seniorenheim-Bewohner Klaussner letztmals auf der Kinoleinwand zu sehen.
Im September 2020 stand Köfer für die ARD-Reihe Polizeihauptmeister Krause vor der Kamera. Der Film mit dem Titel Krauses Zukunft wurde zu Ehren seines 100. Geburtstags am 5. Februar 2021 auf Das Erste gesendet und war zugleich seine letzte Fernseharbeit.

### Weitere Tätigkeiten
Im März 1999 veröffentlichte Herbert Köfer gemeinsam mit Günter Pfitzmann das Musikalbum Mit Herz & Schnauze, auf dem gesangliche Einzelinterpretationen sowie gemeinsame Duette von Köfer und Pfitzmann enthalten sind. 2008 nahm er gemeinsam mit Frank Schöbel einige Musikstücke auf, die er auf einem Hörbuch veröffentlichte. Im Februar 2016 schrieben ihm Schöbel und Burkhard Lasch, Texter der DDR-Rockband Puhdys, anlässlich seines 95. Geburtstages das Lied Was wäre, wenn?, das er als Rocksänger interpretierte. Dieter „Maschine“ Birr komponierte, textete und produzierte für ihn und seine Gemahlin Heike Köfer die Titel Ach Herbie und MaMaMallorca.
In den Jahren 2019 und 2020 hielt er Lesungen aus der Autobiografie Zugabe seiner verstorbenen Schauspielkollegin Ursula Karusseit.
Im Februar 2021 nahm er gemeinsam mit Barbara Schöne zu seinem 100. Geburtstag an der Quizsendung Wer weiß denn sowas? im Team Bernhard Hoëcker teil, wo er der bis dato älteste Teilnehmer und Gewinner der Show war.

### Auszeichnungen
Herbert Köfer wurde im Laufe seiner schauspielerischen Laufbahn mehrfach ausgezeichnet. 1964 erhielt er den Heinrich-Greif-Preis. 1969 wurde ihm für seine darstellerische Leistung als Paul Barbarino im Fernsehmehrteiler Krupp und Krause der Nationalpreis der DDR verliehen. Zwischen 1981 und 1986 wurde er fünf Mal zum Fernsehliebling der Zeitschrift FF dabei gewählt. 2002 bekam er durch seine Schauspielkollegin Ursula Karusseit die Goldene Henne für sein Lebenswerk verliehen, die er 2020 in derselben Kategorie erneut erhielt. Im September 2017 erhielt er einen Eintrag im deutschen Rekordinstitut als „ältester aktiver Schauspieler der Welt“.

## Filmografie

### Kinofilme
- 1951: Die Sonnenbrucks
- 1953: Anna Susanna
- 1955: Ein Polterabend
- 1956: Der Teufelskreis
- 1957: Mazurka der Liebe
- 1959: Maibowle
- 1959: Ehesache Lorenz
- 1959: Reportage 57
- 1960: Die schöne Lurette
- Fahrt ins Blaue
- 1961: Das Stacheltier: Ein Pferd müßte man haben (Kurzfilm)
- 1963: Reserviert für den Tod
- 1963: Nackt unter Wölfen
- 1963: Verliebt und vorbestraft
- 1963: Jetzt und in der Stunde meines Todes
- 1964: Schwarzer Samt
- 1964: Pension Boulanka
- 1964: Lütt Matten und die weiße Muschel
- 1964: Wolf unter Wölfen
- 1965: Der Reserveheld
- 1965: Denk bloß nicht, ich heule
- 1965: Lots Weib
- 1966/2009: Hände hoch oder ich schieße
- 1967: Hochzeitsnacht im Regen
- 1967: Frau Venus und ihr Teufel
- 1967: Ein Lord am Alexanderplatz
- 1968: Hauptmann Florian von der Mühle
- 1968: Mord am Montag
- 1968: Schüsse unterm Galgen
- 1968: Krupp und Krause
- 1968: Der Mord, der nie verjährt
- 1969: Jungfer, Sie gefällt mir
- 1971: KLK an PTX – Die Rote Kapelle
- 1972: Der Mann, der nach der Oma kam
- 1972: Tecumseh
- 1974: Liebe mit 16
- 1974: … verdammt, ich bin erwachsen
- 1974: Hans Röckle und der Teufel
- 1976: Nelken in Aspik
- 1976: Liebesfallen
- 1976: Das Licht auf dem Galgen
- 1978: Einer muß die Leiche sein
- 1980: Der Baulöwe
- 1986: Rabenvater
- 2010: Die Taube auf dem Dach[43]
- 2012: Bis zum Horizont, dann links!

### Fernsehfilme
- 1966: Schatten über Notre-Dame (Vierteiler)
- 1967: Er ging allein (Zweiteiler)
- 1969: Androklus und der Löwe
- 1970: Jeder stirbt für sich allein (Dreiteiler)
- 1970: Fisch zu viert
- 1973: Eva und Adam (Vierteiler)
- 1973: Die Zwillinge
- 1974: Neues aus der Florentiner 73
- 1974: Die Ostsee ruft
- 1974: Das Wunschkind
- 1974: Toggenburger Bock
- 1975: Heiraten/weiblich
- 1975: Du bist dran mit Frühstück
- 1975: Die schwarze Mühle
- 1975: Männerwirtschaft
- 1975: Fischzüge
- 1976: Frauen sind Männersache
- 1976: Nicht kleinzukriegen
- 1977: Urlaub nach Prospekt
- 1977: Drei Töchter – Armer Vater
- 1980: Aber Doktor
- 1980: Grenadier Wordelmann
- 1981: Verflucht und geliebt (Fernsehen, 5 Teile)
- 1981: Martin XIII.
- 1981: Der Lumpenmann
- 1982: Frühstück im Bett
- 1986: König Karl
- 1986: Das Gesellenstück
- 1986: Schäferstündchen
- 1987: Maxe Baumann aus Berlin
- 1988: Danke für die Blumen
- 1989: Eine Frau für drei
- 1989: Konstantin und Alexander
- 1991: Akt mit Blume
- 1995: Die Bratpfannenstory
- 1996: Der Millionär
- 1997: Pension Schöller
- 2002: Liebesau – Die andere Heimat (Vierteiler)
- 2005: Bettgeflüster & Babyglück
- 2005: Mein Vater und ich
- 2021: Krauses Zukunft

### Fernsehserien und -reihen
- 1960: Fernsehpitaval: Der Fall Haarmann
- 1960: Fernsehpitaval: Der Fall Hoefle
- 1962: Fernsehpitaval: Auf der Flucht erschossen
- 1963: Bonner Pitaval: Die Affäre Heyde-Sawade
- 1967: Rote Bergsteiger (Folge Gewagtes Spiel)
- 1973: Polizeiruf 110: Nachttresor
- 1974: Polizeiruf 110: Fehlrechnung
- 1978: Rentner haben niemals Zeit (20 Folgen)
- 1979: Maxe Baumann: Überraschung für Max
- 1980: Polizeiruf 110: Der Einzelgänger
- 1981: Maxe Baumann: Maxe in Blau
- 1981: Polizeiruf 110: Auftrag per Post
- 1982: Geschichten übern Gartenzaun (7 Folgen)
- 1984: Familie intakt (1 Folge)
- 1984–1986: Familie Neumann/Neumanns Geschichten (31 Folgen)
- 1985: Polizeiruf 110: Ein Schritt zu weit
- 1985: Neues übern Gartenzaun (7 Folgen)
- 1986: Polizeiruf 110: Ein großes Talent
- 1989: Tierparkgeschichten (7 Folgen)
- 1993: Auto Fritze (Folge Weiberwirtschaft)
- 1993: Immer wieder Sonntag (2 Folgen)
- 1994: Gute Zeiten, schlechte Zeiten
- 1994: Elbflorenz (13 Folgen)
- 1997: Dr. Sommerfeld – Neues vom Bülowbogen (Folge Der neue Doktor)
- 1997, 1998: Leinen los für MS Königstein (2 Folgen)
- 1999: Schloss Einstein (Folge 74)
- 2000: Wolffs Revier (Folge: Wolffs Falle)
- 2001–2021: In aller Freundschaft (verschiedene Rollen, 5 Folgen)
- 2002: Unser Charly (Folge Rufmord)
- 2005: SOKO Wismar (Folge Schöne Aussicht)
- 2006: Unsere zehn Gebote (Folge Gebot 8 – Du sollst nicht falsch Zeugnis reden wider deinen Nächsten)
- 2006, 2014: SOKO Leipzig (verschiedene Rollen, 2 Folgen)
- 2007: Allein unter Bauern (Folge Der alte Mann und das Gewehr)
- 2007: Ein starkes Team: Blutige Ernte
- 2008: KDD – Kriminaldauerdienst (Folge Im Zwielicht)
- 2010: Notruf Hafenkante (Folge Alte Freunde)
- 2012: Heiter bis tödlich: Akte Ex (Folge Endlich Prinzessin)

## Theatrografie (Auswahl)
| Jahr | Titel                         | Rolle                          | Info                                        |
| ---- | ----------------------------- | ------------------------------ | ------------------------------------------- |
| 1946 | Die Braut von Messina         | Don Cesar                      | Neues Berliner Künstlertheater Kleinmachnow |
| 1947 | Das Haus der verbotenen Liebe | Octavius                       | Tribüne Berlin                              |
|      | Sturm im Wasserglas           |                                | Volkshaus Lichtenberg                       |
| 1948 | Der Zimmerherr                | Hans                           | Volksbühne Berlin                           |
|      | Das Fest der Handwerker       |                                | Volksbühne Berlin                           |
| 1949 | Erfolg                        | Leutnant Wolodja               | Deutsches Theater Berlin – Kammerspiele     |
| 1950 | Der fremde Schatten           |                                | Neue Bühne Berlin                           |
|      | Golden Boy                    |                                | Deutsches Theater Berlin                    |
| 1951 | Was ihr wollt                 |                                | Deutsches Theater Berlin                    |
| 1952 | Die Komödie der Irrungen      |                                | Brandenburgisches Landestheater Potsdam     |
|      | Pygmalion                     |                                | Deutsches Theater Berlin – Kammerspiele     |
| 1982 | Der Meteor                    |                                | Theater im Palast                           |
| 1992 | Ciao bis bald                 | Martinay                       | Hansa-Theater Berlin                        |
| 1995 | Die Bratpfannenstory          | Friedrich Riemer               | für das MDR Fernsehen                       |
|      | Guten Tag, Herr Liebhaber     |                                | Theater am Kurfürstendamm                   |
|      | Das lebenslängliche Kind      |                                | Theater am Kurfürstendamm                   |
| 1997 | Pension Schöller              | Ludwig Schöller                | Theater am Kurfürstendamm                   |
|      | Zwei ahnungslose Engel        |                                | Comödie Dresden                             |
|      | Der keusche Lebensmann        |                                | Comödie Dresden                             |
|      | Sonny Boys                    | Al Lewis                       | Comödie Dresden                             |
|      | Die Feuerzangenbowle          | Professor Crey, gen. „Schnauz“ | Comödie Dresden                             |
|      | Im weißen Rössl               | Wilhelm Gieseke                | Comödie Dresden                             |
| 2010 | Ritter Ludwig                 | Ritter Ludwig                  | Comödie Dresden                             |
| 2011 | Rentner haben niemals Zeit    | Paul Schmidt                   | Comödie Dresden                             |
| 2012 | Paul auf hoher See            | Paul Schmidt                   | Comödie Dresden                             |
| 2015 | Opa ist die beste Oma         | George Hanley / Georgina       | Comödie Dresden                             |
| 2017 | Ein gesegnetes Alter          | Georg Neumann                  | Bühne Zittau                                |
| 2018 | Das blaue Fenster             | Moderator                      | Vielbaumer „La Palma“                       |

## Hörspiele (Auswahl)
- 1948: Kurt Barthel: Schlöffel (Gustav Schlöffel) – Regie: Carlheinz Riepenhausen (Berliner Rundfunk)
- 1949: Johann Wolfgang von Goethe: Der Großkophta (Jan) – Regie: Carlheinz Riepenhausen (Berliner Rundfunk)
- 1949: Günter Dahn und Willi Perck: Kampf um die Ruhr – Regie: Gottfried Herrmann (Berliner Rundfunk)
- 1951: Friedrich Karl Kaul: Funkhaus Masurenallee – Regie: Gottfried Herrmann (Berliner Rundfunk)
- 1960: Rosel Willers: Gelegenheit macht Liebe (Martin Heinz) – Regie: Werner Wieland (Hörspiel – Rundfunk der DDR)
- 1960: Käte Seelig: Liebe, Tratsch und Treppensteigen (Herr Berner) – Regie: Detlev Witte (Hörspiel – Rundfunk der DDR)
- 1961: Klaus Glowalla: Mordprozeß Consolini – Regie: Fritz-Ernst Fechner (Hörspiel – Rundfunk der DDR)
- 1962–1968: Hans Pfeiffer: Die haarsträubenden Abenteuer des Detektivs Dick Dickson – 13 Folgen (Erzähler) – Regie: Ingeborg Milster (Kinderhörspiel-Serie – Rundfunk der DDR)
- 1963: Joachim Goll: Eine kleine Hausmusik (Kollege Meier) – Regie: Hans Knötzsch (Hörspiel – Rundfunk der DDR)
- 1964: Heinz von Cramer: Die Ohrfeige (Friedbert Taube) – Regie: Hans Knötzsch (Hörspiel – Rundfunk der DDR)
- 1967: Eberhard Fensch: Spätschicht – Regie: Helmut Hellstorff (Hörspiel – Rundfunk der DDR)
- 1968: Giles Cooper: Die unverdauliche Auster – Regie: Wolfgang Brunecker (Hörspielkomödie – Rundfunk der DDR)
- 1968: Michail Schatrow: Bolschewiki – Regie: Wolf-Dieter Panse (Hörspiel – Rundfunk der DDR)
- 1968: Alfons Zitterbacke (als Vater Paul Zitterbacke) (Hörspiel)
- 1968: Ulrich Waldner: Der vergessene Hochzeitstag (Hans Neumann) – Regie: Joachim Gürtner (Hörspielreihe: Neumann, zweimal klingeln – Rundfunk der DDR)
- 1968: Joachim Witte: Der Aufräumungseinsatz (Hans Neumann) – Regie: Joachim Gürtner (Hörspielreihe: Neumann, zweimal klingeln – Rundfunk der DDR)
- 1968: Peter Brock: Der verwettete Hund  (Hans Neumann) – Regie: Joachim Gürtner (Hörspielreihe: Neumann, zweimal klingeln – Rundfunk der DDR)
- 1968: Gerhard Jäckel: Oma und die Untermieter  (Hans Neumann) – Regie: Joachim Gürtner (Hörspielreihe: Neumann, zweimal klingeln – Rundfunk der DDR)
- 1968: Giles Cooper: Die unverdauliche Auster (Bundy) – Regie: Wolfgang Brunecker (Hörspiel-Komödie – Rundfunk der DDR)
- 1968: Brigitte Tenzler: Eine kleine Nachtmusik (Hans Neumann) – Regie: Joachim Gürtner (Hörspielreihe: Neumann, zweimal klingeln – Rundfunk der DDR)
- 1969: Edith Leonhardt: Die Feierabendbrigade (Hans Neumann) – Regie: Joachim Gürtner (Hörspielreihe: Neumann, zweimal klingeln – Rundfunk der DDR)
- 1969: Wilfried Schilling: Kellergespräche (Felby) – Regie: Joachim Staritz (Hörspiel – Rundfunk der DDR)
- 1969: Werner Jahn: Die Fahrt ins Blaue (Hans Neumann) – Regie: Joachim Gürtner (Hörspielreihe: Neumann, zweimal klingeln – Rundfunk der DDR)
- 1970: Michail Schatrow: Der sechste Juli (Bontsch-Brujewitsch) – Regie: Helmut Hellstorff (Hörspiel – Rundfunk der DDR)
- 1970: Arne Leonhardt: Charme und Elektronik – Regie: Joachim Gürtner (Hörspielreihe: Neumann, zweimal klingeln Nr.1 – Rundfunk der DDR)
- 1970: Gottfried Teichmann: Brigadehochzeit (Hans Neumann) – Regie: Joachim Gürtner (Hörspielreihe: Neumann, zweimal klingeln Nr. 26 – Rundfunk der DDR)
- 1970: Hansgeorg Meyer: Familienperspektive (Hans Neumann) – Regie: Joachim Gürtner (Hörspielreihe: Neumann, zweimal klingeln – Rundfunk der DDR)
- 1971: Rudi Strahl: In Sachen Adam und Eva – Regie: Peter Groeger (Hörspiel – Rundfunk der DDR)
- 1971: Bruno Gluchowski: Stahl von der Ruhr (Wencker) – Regie: Helmut Hellstorff (Hörspiel nach „Blutiger Stahl“ (3 Teile) – Rundfunk der DDR)
- 1971: Boris Djacenko: Der Physiker und die Nixe (Diometh) – Regie: Werner Grunow (Hörspiel – Rundfunk der DDR)
- 1973: Linda Teßmer: Am schwarzen Mann (Vonderbeck) – Regie: Joachim Staritz (Hörspiel – Rundfunk der DDR)
- 1973: Wilhelm Hampel: Zwecks Freizeitsgestaltung (Hans Neumann) – Regie: Joachim Gürtner (Hörspielreihe: Neumann, zweimal klingeln – Rundfunk der DDR)
- 1974: Albert Plau: Villa Klamé (Hans Neumann)  – Regie: Joachim Gürtner (Hörspielreihe: Neumann, zweimal klingeln – Rundfunk der DDR)
- 1975: Joachim Herz-Glombitza: Die Kulturkanone (Hans Neumann) – Regie: Joachim Gürtner (Hörspielreihe: Neumann, zweimal klingeln – Rundfunk der DDR)
- 1975: Joachim Witte: Die Schlange (Hans Neumann) – Regie: Joachim Witte (Hörspielreihe: Neumann, zweimal klingeln – Rundfunk der DDR)
- 1976: Rodney David Wingfield: Auf Provisionsbasis (Fletcher) – Regie: Helmut Hellstorff (Hörspiel – Rundfunk der DDR)
- 1976: Tom Wittgen: Die Idee von nebenan  (Hans Neumann) – Regie: Joachim Gürtner (Hörspielreihe: Neumann, zweimal klingeln – Rundfunk der DDR)
- 1977: Horst Ulrich Wendler: Familienanschluss (Hans Neumann) – Regie: Joachim Gürtner (Hörspielreihe: Neumann, zweimal klingeln – Rundfunk der DDR)
- 1977: Anne Matausch: Kennen Sie Weißborn (Hans Neumann) – Regie: Joachim Gürtner (Hörspielreihe: Neumann, zweimal klingeln – Rundfunk der DDR)
- 1978: Barbara Neuhaus: Alles Blech (Hans Neumann) – Regie: Joachim Gürtner (Hörspielreihe: Neumann, zweimal klingeln – Rundfunk der DDR)
- 1978: Inge Ristock: Neue Aufregung um Jörg (Hans Neumann) – Regie: Inge Ristock (Hörspielreihe: Neumann, zweimal klingeln – Rundfunk der DDR)
- 1978: Brigitte Gotthardt: Reiseabenteuer (Hans Neumann) – Regie: Joachim Gürtner (Hörspielreihe: Neumann, zweimal klingeln – Rundfunk der DDR)
- 1979: Wolfgang Stemmler: Nichtraucher in zehn Tagen (Hans Neumann) – Regie: Joachim Gürtner (Hörspielreihe: Neumann, zweimal klingeln – Rundfunk der DDR)
- 1980: Ursula Damm-Wendler: Der Schmalfilm (Hans Neumann) – Regie: Joachim Gürtner (Hörspielreihe: Neumann, zweimal klingeln – Rundfunk der DDR)
- 1981: Reinhard Griebner: Schlachtenbummler (Hans Neumann) – Regie: Joachim Gürtner (Hörspielreihe: Neumann, zweimal klingeln – Rundfunk der DDR)

## Synchronisation
- 1965: Chronik eines Mordes (Jiří Vršťala als Dr. Hoffmann)
- 1971: Die Olsenbande fährt nach Jütland (Peter Steen als Leutnant)
- 1976: Die Olsenbande sieht rot (Buster Larsen als Chefkoch)

## Moderierte Sendungen
- 1952–1953: Aktuelle Kamera
- 1952–1954: Fernsehkarussell
- 1955–1965: Da lacht der Bär
- 1982–1990: Das blaue Fenster
- 1985–1987: Treffpunkt Kino

## Auszeichnungen
- 1964: Heinrich-Greif-Preis[44]
- 1965: Silberner Lorbeer des Fernsehfunks der DDR
- 1966: Silberner Lorbeer des Fernsehfunks der DDR (für das Fernsehspiel „Hannes Trostberg“)
- 1969: Nationalpreis der DDR, I. Klasse für Krupp und Krause / Krause und Krupp[44]
- 1977: Vaterländischer Verdienstorden in Bronze
- 1979: Vaterländischer Verdienstorden in Gold
- 1981: Fernsehliebling der FF dabei
- 1981: Ernst-Schneller-Medaille in Gold
- 1982: Fernsehliebling der FF dabei
- 1983: Fernsehliebling der FF dabei
- 1985: Fernsehliebling der FF dabei
- 1986: Nationalpreis II. Klasse für Kunst und Literatur
- 1986: Fernsehliebling der FF dabei
- 1988: Theodor-Körner-Preis (DDR) (im Kollektiv)
- 2002: Goldene Henne für sein Lebenswerk
- 2020: Goldene Henne für sein Lebenswerk[45]
- 2021: Berliner Bär (B.Z.-Kulturpreis)

## Dokumentationen
- 2016: Lebensläufe (Folge 175) – Herbert Köfer – Spielen ist mein Leben (MDR, 30 Minuten)
- 2016: Er hat niemals Zeit – Herbert Köfer – Ein Mann der ersten Fernsehstunde (rbb, 45 Minuten)
- 2016: Damals war’s-Legenden (Folge 3) – Ein Abend für Herbert Köfer[46] (MDR, 90 Minuten)

## Schriften
- Das war’s noch lange nicht. Erinnerungen. Ullstein Verlag, Berlin 1995, ISBN 3-548-35507-2.
- Nie war es so verrückt wie immer… Das Neue Berlin, Berlin 2008, ISBN 3-360-01934-2.
- Ick hab überall zu tun Verlag am Park, Berlin 2014, ISBN 978-3-945187-17-3.
- 99 und kein bisschen leise. Eulenspiegel Verlag, Berlin 2020, ISBN 978-3-359-01192-7